# Laura Clay

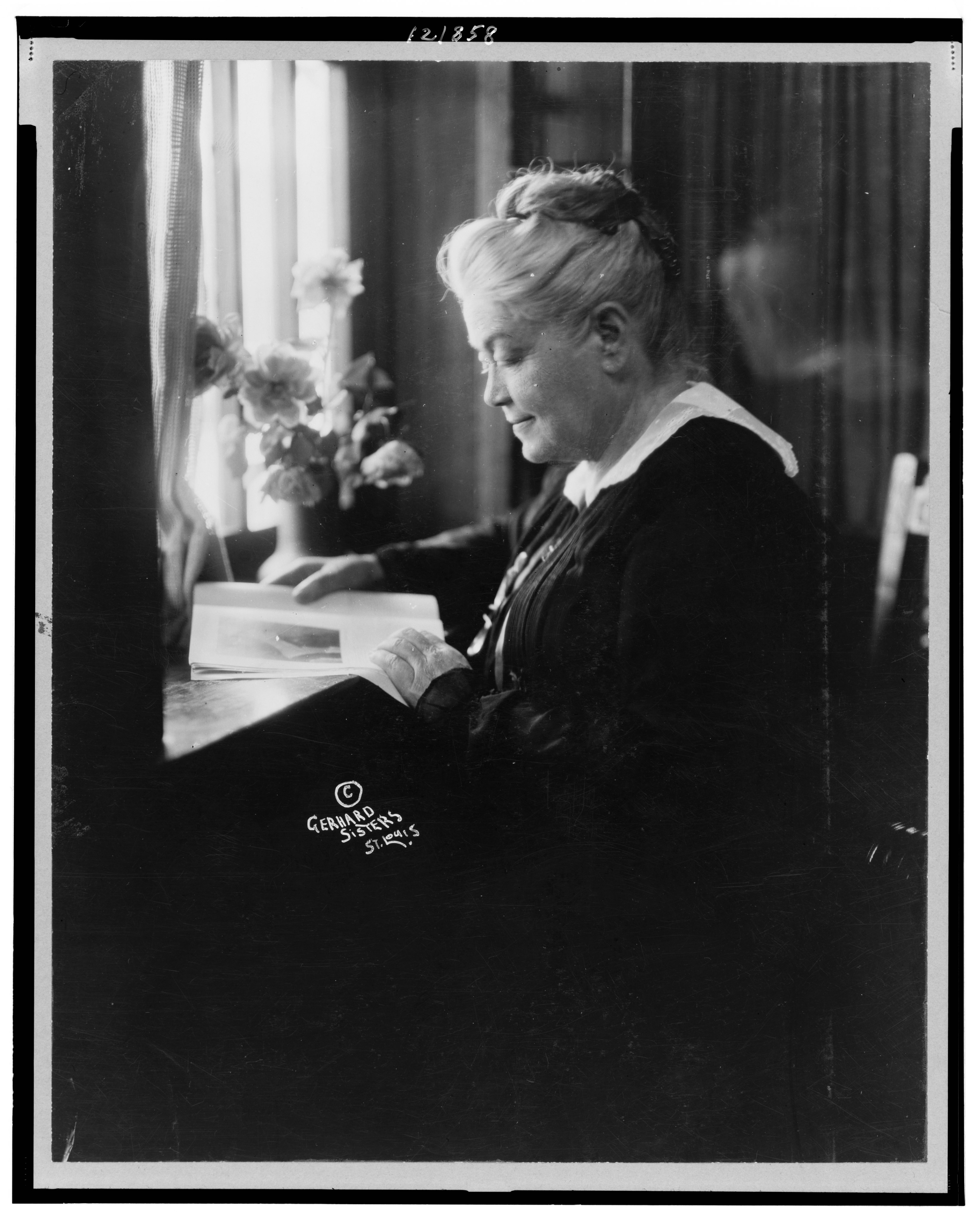
Laura Clay, 1916

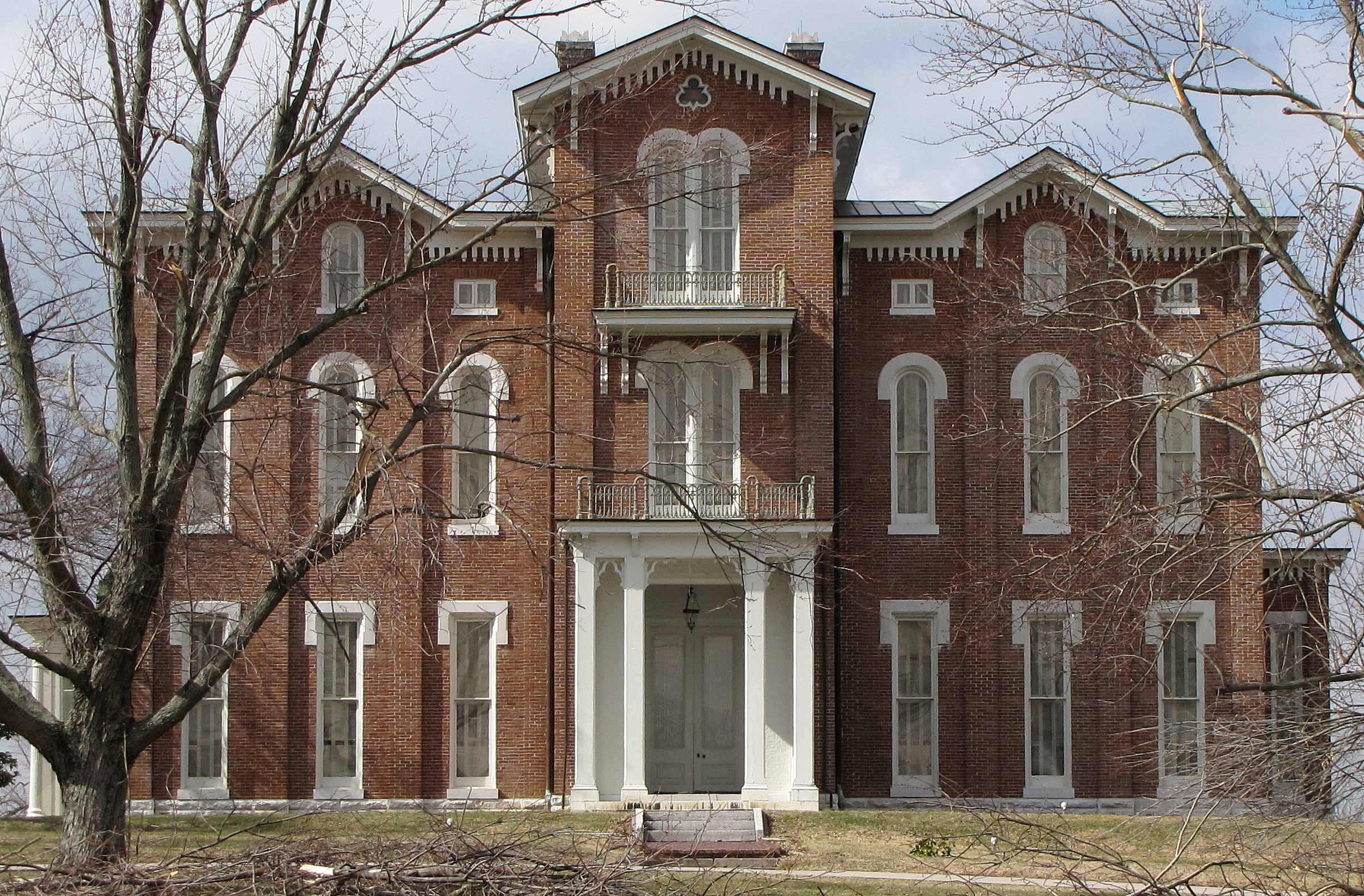
White Hall in Richmond, Kentucky

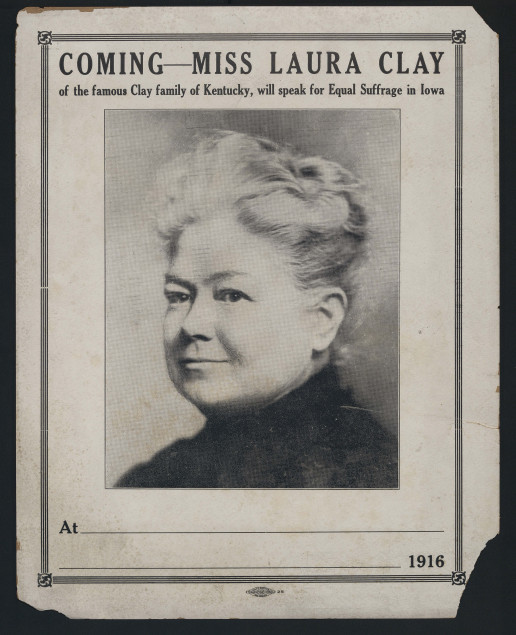
Plakat für die Vortragstour von Laura Clay 1916 in Iowa

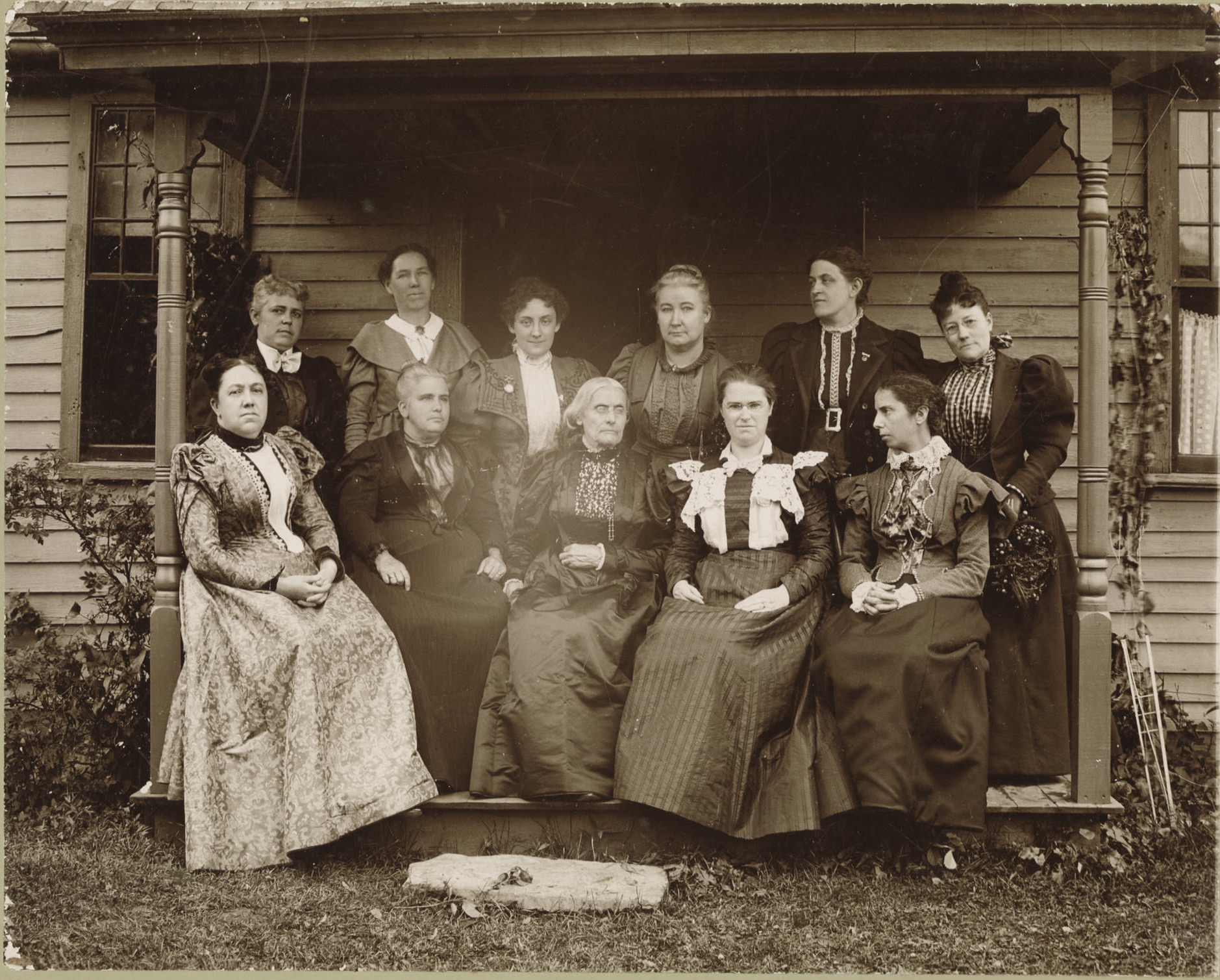
Auf der Veranda in Adams, Massachusetts, 1896. In der Mitte sitzt Susan B. Anthony, neben ihr links Laura Clay, Alice Stone Blackwell (vordere Reihe, ganz rechts), Ida A. Husted Harper (hintere Reihe, ganz rechts).

Laura Clay (* 9. Februar 1849 in Richmond, Kentucky; † 29. Juni 1941 in Kentucky) war eine US-amerikanische Frauenrechtlerin und Politikerin. Sie war Mitbegründerin und erste Präsidentin der Kentucky Equal Rights Association und viele Jahre lang Mitglied der National American Woman Suffrage Association. Sie war in der Demokratischen Partei aktiv und hatte Führungsrollen in der Kommunal-, Staats- und Bundespolitik. 1920 gehörte sie auf der Democratic National Convention zu den ersten beiden Frauen, die auf dem Konvent einer großen politischen Partei für die Kandidatur zur Präsidentschaft vorgeschlagen wurden.

## Leben und Werk
Clay wurde als jüngste Tochter des Abolitionisten und Politikers Cassius Marcellus Clay und seiner Frau Mary Jane Warfield auf deren Anwesen White Hall in der Nähe von Richmond geboren. Sie besuchte bis 1865 die Sayre-Schule in Lexington und anschließend ein Jahr lang die Sarah Hoffman Finishing School in New York City. Danach studierte sie an der University of Michigan und der University of Kentucky. 1873 pachtete sie eine 300 Hektar große Farm von ihrem Vater und wurde 1903 nach seinem Tod deren Besitzerin. 1878 ließen sich ihre Eltern scheiden, wodurch ihre Mutter obdachlos wurde. Clay erkannte die fehlende Gleichberechtigung zwischen verheirateten Männern und Frauen und schloss sich mit ihren Schwestern der Frauenrechtsbewegung an.

## Kentucky Women Suffrage Association
Clay besuchte am 26. und 27. Oktober 1881 in Louisville den ersten nationalen Kongress der American Woman Suffrage Association (AWSA) für das Wahlrecht im Süden. 1888 wohnte Lucy Stone bei ihrer Mutter Mary Jane Warfield Clay in Lexington kurz vor der AWSA-Konferenz, die in jenem Jahr in Cincinnati stattfand. Stone lud Laura ein, auf dem Kongress zu reden. Clay und Josephine Henry gründeten 1888 die Kentucky Equal Rights Association (KERA) und Clay wurde kurz darauf zur Präsidentin gewählt. Sie nahm dieses Amt bis 1912 wahr, als ihre Cousine Madeline McDowell Breckinridge die Präsidentschaft übernahm. Eines der Ziele der KERA war es, den rechtlichen Status von Frauen in Kentucky zu verbessern und die Bildungschancen zu erhöhen. Die Organisation setzte sich erfolgreich für eine Reihe von Gesetzesreformen ein, z. B. den Schutz der Gehälter und des Eigentums verheirateter Frauen, die Verpflichtung staatlicher psychiatrischer Frauenkliniken, Ärztinnen zu beschäftigen, sowie die Gründung der Transylvania University, die Anhebung des Heiratsalters für Mädchen von 12 auf 16 Jahre und die Einrichtung von Jugendgerichten. Die Organisation erreichte auch, dass die University of Kentucky das erste Wohnheim für Frauen baute.
Mit der Gewährung des Schulwahlrechts durch die Kentucky General Assembly 1912 errang die KERA einen Teilsieg in ihrem Streben nach vollem Wahlrecht für Frauen. 1913 wurde Clay Vizepräsidentin der Southern States Woman Suffrage Conference. Sie unterstützte weiterhin die Bemühungen der KERA, bei den Gesetzgebern für die Unterstützung einer Änderung des Wahlrechts zu werben. Zusammen mit Madeline McDowell Breckinridge sprach sie vor einer gemeinsamen Sitzung der gesetzgebenden Körperschaft von Kentucky am 14. Januar 1914, in der Frauen zum ersten Mal das Rederecht gewährt wurde.
Clay trat kurz nach der Gründung der Friedenspartei der Frau (WPP) bei und war Parteivorsitzende im siebten Kongresswahlbezirk von Kentucky. Ihre öffentlichen Reden im Namen der WPP betonten immer das Frauenwahlrecht als Eckpfeiler der Partei. Als Präsident Woodrow Wilson seine Kampagne für die Zustimmung des Kongresses für den Krieg begann, trat sie der Rotkreuzgesellschaft im Fayette County bei. Im Namen der Southern States Woman Suffrage Conference reiste sie nach Iowa, um die Abstimmung zur Ratifizierung der Verfassungsänderung des Bundesstaates zu erhalten.

## Engagement bei der National American Woman Suffrage Association
In den 1890er Jahren wurde Clay in der National American Woman Suffrage Association aktiv und wurde eine Kollegin von Carrie Chapman Catt, Alice Stone Blackwell, Catharine Waugh McCulloch, Alice Spencer Geddes Lloyd und anderen nationalen Führerinnen der Frauenrechtsbewegung. Clay reiste landesweit im Namen des Frauenwahlrechts und gründete in neun Bundesstaaten Wahlrechtsgesellschaften. Sie arbeitete eng mit Henry Browne Blackwell zusammen, der mit der Southern-Strategie überzeugen wollte, bei der nur gebildeten Frauen das Wahlrecht erlaubt werden sollte. Clay überzeugte die NAWSA, die Southern-Strategie zu übernehmen. 1903 schloss die NAWSA afroamerikanische Mitglieder von ihrem Kongress in New Orleans aus.
1903 wurde Clay zur Vorsitzenden des neuen Ausschusses für die Erhöhung der Mitgliederzahl der NAWSA gewählt und war 20 Jahre lang in dieser Funktion tätig. Sie entwickelte einen neuen Ansatz, um Mitglieder zu gewinnen, der als The Kentucky Plan bekannt wurde und die Mitgliederzahl innerhalb von zwei Jahren von 17.000 auf 45.501 im Jahr 1907 erhöhte.
Clay wurde Mitglied der Woman’s Peace Party (eines Vorläufers der Women’s International League for Peace and Freedom), die 1915 von Carrie Chapman Catt, Jane Addams und anderen gegründet worden war. Clay war Vorsitzende dieser Partei im 7. Kongresswahlbezirk von Kentucky. Sie verließ die Partei, als die Vereinigten Staaten in den Ersten Weltkrieg eintraten, und unterstützte aktiv die Kriegsanstrengungen.
Nach der Ratifizierung der Änderung des Wahlrechts als 19. Zusatzartikel zur Verfassung der Vereinigten Staaten gründete Clay 1920 die Organisation des Democratic Women’s Club of Kentucky. 1920 wurde sie als eine der ersten Frauen in der amerikanischen Geschichte neben Cora Wilson Stewart als Kandidatin für die Präsidentschaftsnominierung von der Demokratischen Partei vorgeschlagen. Sie kandidierte 1923 erfolglos für den Senat von Kentucky und unterstützte die Präsidentschaftskandidatur von Al Smith, dem Gouverneur von New York. 1933 war sie vorübergehende Vorsitzende der Kentucky Convention zur Ratifizierung des 21. Verfassungszusatzes, die am 5. Dezember 1933 erfolgte.
Clay verbrachte die letzten Jahre ihres Lebens mit der Verwaltung ihrer Farm und lebte in Lexington. Sie starb mit 92 Jahren und ein Nachruf wurde in der New York Times vom 30. Juni 1941 veröffentlicht.

## Ehrungen
- Der Historical Marker #1800 im Madison County würdigt die Beiträge von Laura Clay für das Frauenwahlrecht in Kentucky.[3]
- Ihr Porträt wird dauerhaft im Kentucky State Capitol ausgestellt.[4]